# Неофашизм
Неофаши́зм — политическое движение, включающее радикальные ультраправые, националистические партии и группы, являющиеся идеологическими и политическими наследниками форм фашизма, существовавших до окончания Второй мировой войны в 1945 году. Различны по составу, программным установкам, целям и методам. Многим свойственны родовые признаки фашизма, включая крайний национализм, шовинизм, популизм, стремление к сильной исполнительной власти, радикальный антикоммунизм, в ряде случаев антисемитизм и расизм (в частности, в рамках неонацизма). Кроме того, как и более ранние фашистские движения, неофашизм выступает против либерального индивидуализма, марксистской и других левых идеологий, стремится расистским и ксенофобным поискам виновных и продвигает популистские правые экономические программы.

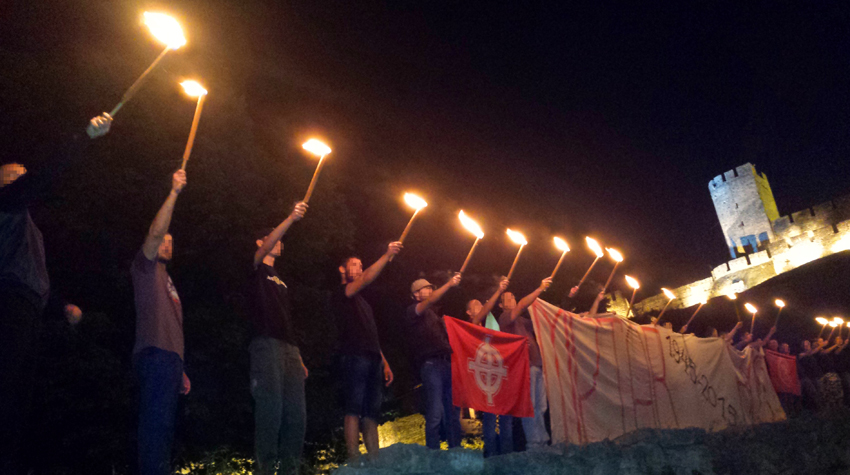
Активисты «Сербского действия» зажигают факелы в честь 70-летия со дня смерти фашистского идеолога Димитрие Лётича

В отличие от довоенного фашизма, неофашисты возлагали больше вины за проблемы своих стран на неевропейских иммигрантов, чем на левых и евреев, проявляли мало интереса к захвату Lebensraum («жизненного пространства») путём военного завоевания других государств и прилагали согласованные усилия, чтобы представить себя демократическими и «мейнстримными». Отмечается связь между экономическими кризисами и появлением фашизма; критика неолиберализма и рыночной экономики составляет основную особенность неофашистских групп.
После окончания Второй мировой войны лишь немногие партии и движения открыто называли себя фашистскими. Чаще этот термин используется их политическими оппонентами негативно или уничижительно.

## Идеология
Британский политолог Роджер Гриффин писал, что в рамках сложившегося научного консенсуса фашизм понимается как «подлинно революционная, межклассовая форма антилиберального и, в конечном счёте, антиконсервативного национализма».
Ряд неофашистских групп и партий смогли действовать легально, адаптируясь к демократическому обществу. Эти неофашисты отказывались от наиболее радикальных элементов фашизма и оправдания его преступлений, идентифицировали себя в качестве системных правых организаций. Гриффин предполагает неразрывность между межвоенным фашизмом и современным неофашизмом, проявляющимся в форме мелких, «группускулярных» ультраправых объединений, в целом являющихся децентрализованным образованием. Гриффин метафорически описывает это образование постмодернистским термином «ризома», применяющимся для обозначения принципиально нелинейного способа организации целостности. Согласно Гриффину, неофашистские движения с целью сохранения в неблагоприятной для них либерально-демократической среде модифицировали идеологическое ядро «классического фашизма». Этот подход вызывает возражения некоторых других учёных, по мнению которых не следует применять термин «фашизм» к движениям с идеологией, хотя и схожей с идеями различных аутентично фашистских объединений, но отличающейся от них в «сердцевине».
Радикальные неофашисты могут прибегать к насильственным действиям, вплоть до террористических актов. В рамках радикального неофашизма используются схожие с фашистскими атрибуты и ритуалы, идеализируется фашистское прошлое. Это часто происходит вопреки законодательным запретам апологии фашизма и воссоздания фашистских партий. Радикальный неофашизм критикует правительства независимо от проводимого ими курса, рассматривает демократические режимы как плутократические, подобие масонской диктатуры, которая манипулирует массами. Наиболее радикальными создаются тайные вооружённые группировки и склады с оружием. Некоторые неофашистские группы имеют связи с экстремистскими группами правых партий, другие взаимодействуют с криминальным миром.
Социально-психологические основания фашизма сохраняются в некоторых слоях населения в ряде стран и при условии глубокого социально-экономического и политического кризиса способны проявить себя. Экономический кризис предлагает для радикальных правых новые пути использования фашистского наследия, включая повторное открытие законодательства фашистского режима и продвижение фашистской модели в качестве «третьего пути», альтернативного рыночному капитализму. Экономический кризис играет роль врага, против которого строится идентичность неофашистских движений.
В рамках фашизма, преимущественно послевоенного, выделяется течение третьей позиции, форма фашизма, отвергающая как либеральный капитализм, так и марксизм в пользу «расового социализма»; представляет собой смесь «левых» и «правых» идей с выраженным неофашистским подтекстом. Третья позиция восходит преимущественно к национал-большевизму, представлявшему собой соединение национализма и коммунизма, и идеологии братьев Штрассеров, ключевых фигур «левого крыла» германской нацистской партии. Сторонники третьей позиции склонны поддерживать национально-освободительные движения в странах третьего мира, искать союзы с другими этническими сепаратистами, а в последнее время поддерживают движение в защиту окружающей среды. Третья позиция оказала значительное влияние на национал-анархизм. С конца XX века это направление продвигает идею свержения существующих правительств и замены их монокультурными национальными государствами, построенными на идеологии расового превосходства, включая расовый национализм и/или религиозный национализм. Неофашисты третьей позиции действуют в США и Европе, они поддерживают свободную сеть с целью обсуждения общих идей и повестки дня, но в некоторых случаях для проведения встреч и организации финансирования.
Исследования правых радикалов в США и правого популизма в Европе, как правило, проводились независимо друг от друга, с очень небольшим количеством сравнений. Европейские исследования, как правило, используют сравнения с фашизмом, в то время как исследования американских радикальных правых подчёркивают их идею американской исключительности. Американские исследования обращали внимание на такие особенности американской среды как последствия рабства, разнообразие религиозных конфессий и историю иммиграции и рассматривали фашизм как исключительно европейское явление.
Хотя термин «радикальные правые» имеет американское происхождение, он был принят некоторыми европейскими социологами. И наоборот, термин «правый экстремизм», имеющий европейское происхождение, был принят некоторыми американскими социологами. Поскольку европейские правые группы, существовавшие сразу после войны, имели корни в идеологии фашизма, их обычно называли неофашистскими. Однако по мере появления новых правых групп, не связанных с историческим фашизмом, термин «правый экстремизм» стал использоваться более широко. По словам политолога Каса Мудде, «ярлыки неонацизм и, в меньшей степени, неофашизм теперь используются исключительно для партий и групп, которые прямо заявляют о желании восстановить Третий рейх или ссылаются на исторический национал-социализм как на свою идеологическую подпитку». Чарльз Грант, директор Центра европейских реформ в Лондоне, проводит различие между фашизмом и правыми националистическими партиями, которые часто называют крайне правыми, такими как «Национальный фронт» во Франции.

## История
Разгром фашистских режимов в ходе Второй мировой войны не стал полным и безусловным уничтожением фашизма. Во второй половине XX века неофашистские организации были созданы в таких странах, как Италия, ФРГ, Великобритания, Франция, Бельгия, Швеция, Венгрия, более мелкие группы возникли в таких государствах, как Норвегия, Дания, Исландия, Австрия, США, Ирландия, Швейцария, ряд стран Латинской Америки. Ряд этих организаций и групп образовала Мальмский интернационал, объединивший неофашистские (включая неонацистские), националистические и расистские организации Европы. Подобные группы создавались также на Ближнем Востоке и в Южной Африке.
Термин неофашизм был впервые использован в 1945 году для обозначения групп, стремящихся воссоздать итальянскую фашистскую партию, часто сформированных ветеранами Итальянской социальной республики.
Как и предшествующие формы фашизма, неофашизм включал воинствующий национализм и авторитарные ценности, выступал против либерального индивидуализма эпохи Просвещения, марксистской и других левых идеологий, стремился найти «козлов отпущения» в расистском и ксенофобском ключе, продвигал популистские правые экономические программы. Однако, несмотря на эти сходства, неофашизм стал не просто возрождением фашизма. Неофашистские партии отличались от более ранних фашистских движений в ряде существенных аспектах, многие из которых были связаны с глубокими политическими, экономическими и социальными изменениями, произошедшими в Европе в первые десятилетия после окончания войны. Например, если фашисты возлагали большую часть вины за экономические проблемы своих стран на «махинации» большевиков, либералов и евреев, неофашисты, как правило, акцентировали внимание на неевропейских иммигрантах, таких как турки, пакистанцы и алжирцы, иммиграция которых росла начиная с 1970-х годов. После десятилетий послевоенной деколонизации неофашисты в Западной Европе потеряли интерес к захвату Lebensraum путём военного завоевания других государств. Вместо этого они вели борьбу за «городское пространство», что, к примеру, в Германии включало в себя конфликты из-за субсидируемого государством жилья для иммигрантов. С усилением урбанизации также произошло смещение электоральной базы фашистско-ориентированных движений и, как следствие, снижение значения деревенского романтизма («кровь и почва») в неофашистской политической риторике.
Постепенное принятие демократических норм подавляющим большинством западных европейцев уменьшило привлекательность авторитарных идеологий и потребовало от неофашистских партий предпринять согласованные усилия, чтобы представить себя демократическими и «мейнстримными». Некоторые неофашисты даже включали такие термины, как «демократический» и «либеральный», в названия своих движений. Большинство неофашистов отказались от внешних атрибутов более ранних фашистских партий, таких как парамилитарная форма и римский салют, и многие открыто осуждали фашистскую политику или отрицали, что их партии являются фашистскими. Отмечая эту трансформацию, британский учёный Роджер Итвелл в 1996 году отмечал, что внешне современные фашисты не одеваются как окружающие люди. Историк Ричард Волин назвал эти движения «дизайнерским фашизмом».
Как и фашистские движения межвоенного периода, неофашистские движения во многих отношениях отличались друг от друга. Риторика неофашистов в Восточной Европе была более жёстокой и милитаристской, чем у большинства их западных коллег. Большинство неофашистских движений в Европе включили идеи антисемитизма, исключая большинство неофашистов Италии и Испании. Испанские неофашисты, в отличие от большинства других европейских неофашистов, не уделяли серьёзного внимания иммиграции. Португальские, британские и некоторое время итальянские неофашисты выступали за корпоративизм, в отличие от французских и многих других западных неофашистов, которые выступали за свободный рыночный капитализм и снижение налогов. В 1990-х годах в России и Восточной Европе неофашистские движения в целом были более левыми, чем неофашисты Западной Европы.
В 1950-х — 1970-х годах неофашистские и неонацистские группировки занимались имитацией прошлого, используя униформу, флаги со свастикой и марши. Крайне правые политические партии оставались прерогативой радикалов, вербовка ограничивалась теми, кто восхищался фашизмом или был убеждённым антисемитом.
Как и в случае с ариософами в начале XX века, политическая изоляция во враждебном окружении, приверженном либерализму, привела многие неонацистские и неофашистские группы к принятию оккультных представлений о древней «арийской» мудрости. Начиная с 1970-х годов правые экстремисты начали трансформировать старую идеологию «арийского» расизма, элитаризма и силы в новые культовые обличья, включающие эзотеризм и восточные религии.

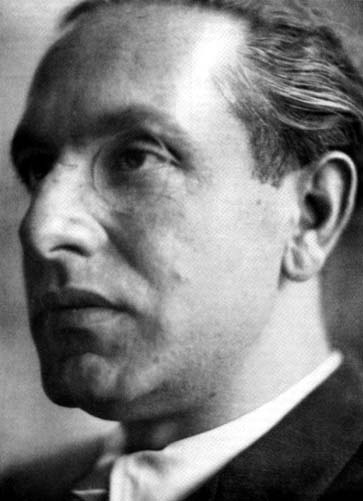
Юлиус Эвола в 1940 году

В работах итальянского фашистского эзотерика Юлиуса Эволы антимодернистская политическая доктрина основывалась на представлениях о Примордиальной традиции и прогрессивном упадке последней по мере отдаления от «золотого века» и вступления в суровую эпоху Кали-юга. Интерес Эволы к индоарийскому миру включал элементы индуизма и тантризма. Идеи аристократической элитарности и эзотерических «арийско-нордических» традиций Эволы вдохновили в Италии целое поколение послевоенных неофашистов. Когда ультраправые террористы бежали за границу, они распространили идеи Эволы в среде ультраправых партий и групп по всей Европе. К концу 1980-х годов этот малоизвестный философ стал главной политической иконой оппозиции демократии и либерализму на Западе. Многие исследователи считают Эволу сторонником «фашистского фашизма», то есть такого фашизма, который противопоставлен «неправильным», по мнению самого Эволы, фашизму Муссолини и нацизму Гитлера.
В книге 1961 года, считающейся значимой среди европейских крайне правых, французский неофашистский писатель Морис Бардеш представил идею, что фашизм может пережить XX век в новой метаполитической форме, адаптированной к изменениям условий. По мнению Бардеша, вместо того, чтобы пытаться возродить обречённые режимы с их единственной партией, тайной полицией или публичной демонстрацией цезаризма, его теоретики должны продвигать основную философскую идею фашизма независимо от её рамок, то есть концепцию, согласно которой только меньшинство, «физически более нормальное, морально более чистое, лучше других понимающее национальные интересы» могут быть лучшими представителями общества и служить менее одарённым в том, что Бардеш называет новым «феодальным договором».
Замалчивание Холокоста в СССР оказало на российское общество, власти и науку крайне негативное влияние, в частности способствовало распространению ультраправой идеологии и созданию неофашистских организаций. Как полагает Илья Альтман, в России это влияние было большим, чем где-либо на постсоветском пространстве в Европе.